# バーンサーイ郡
座標: 北緯14度19分12秒 東経100度18分0秒 / 北緯14.32000度 東経100.30000度
バーンサーイ郡（バーンサーイぐん）はタイ、アユタヤ県の郡（アムプー）の一つ。

## 歴史
1948年セーナー郡から4タムボン（タムボン・プラーイクラット、タムボン・タオラオ、タムボン・バーンサーイ、タムボン・テープモンコン）が分離し、バーンサーイ分郡を新設。1958年に郡に昇格し、タムボン・ケーオファーとタムボン・ワンパッタナーを新たに編入した
。

## 地理
隣接する郡は北から時計回りに、アユタヤ県パックハイ郡、セーナー郡、バーンサイ郡、ラートブワルワン郡、スパンブリー県バーンプラーマー郡。

## 行政区分
郡内には6のタムボンがあり、さらにその下位に53の村（ムーバーン）がある。1つの自治体（テーサバーン）が設置されており、以下のようになっている。
- テーサバーンタムボン・バーンサーイ・・・タムボン・バーンサーイとタムボン・ケーオファーとタムボン・タオラオの一部。

また、郡内には6のタムボンが設置されている。以下は郡内のタムボンの一覧である。
1. タムボン・バーンサーイ・・・ตำบลบางซ้าย
2. タムボン・ケーオファー・・・ตำบลแก้วฟ้า
3. タムボン・タオラオ・・・ตำบลเต่าเล่า
4. タムボン・プラーイクラット・・・ตำบลปลายกลัด
5. タムボン・テープモンコン・・・ตำบลเทพมงคล
6. タムボン・ワンパッタナー・・・ตำบลวังพัฒนา